# Montrose (Géorgie)
Montrose est une ville (town) américaine, dans le comté de Laurens, en Géorgie.

## Géographie
Montrose est située à une altitude de 117 m, sur la U.S. Route 80, au nord de l'Interstate 16, à une vingtaine de kilomètres à l'ouest de Dublin, la capitale du comté de Laurens.
D'une superficie de 4,1 km2, elle a une population de 215 habitants (2010).

## Démographie
| 1920 | 1930 | 1940 | 1950 | 1960 | 1970 |
| ---- | ---- | ---- | ---- | ---- | ---- |
| 210  | 226  | 90   | 242  | 236  | 199  |

| 1980 | 1990 | 2000 | 2010 | - | - |
| ---- | ---- | ---- | ---- | - | - |
| 170  | 117  | 154  | 215  | - | - |

## Personnalités liées
- Jeralean Talley (1899-2015), doyenne des États-Unis et de l'humanité ;
- Demaryius Thomas (1987-2021), joueur professionnel de football américain.